# Chantier naval de la Baltique

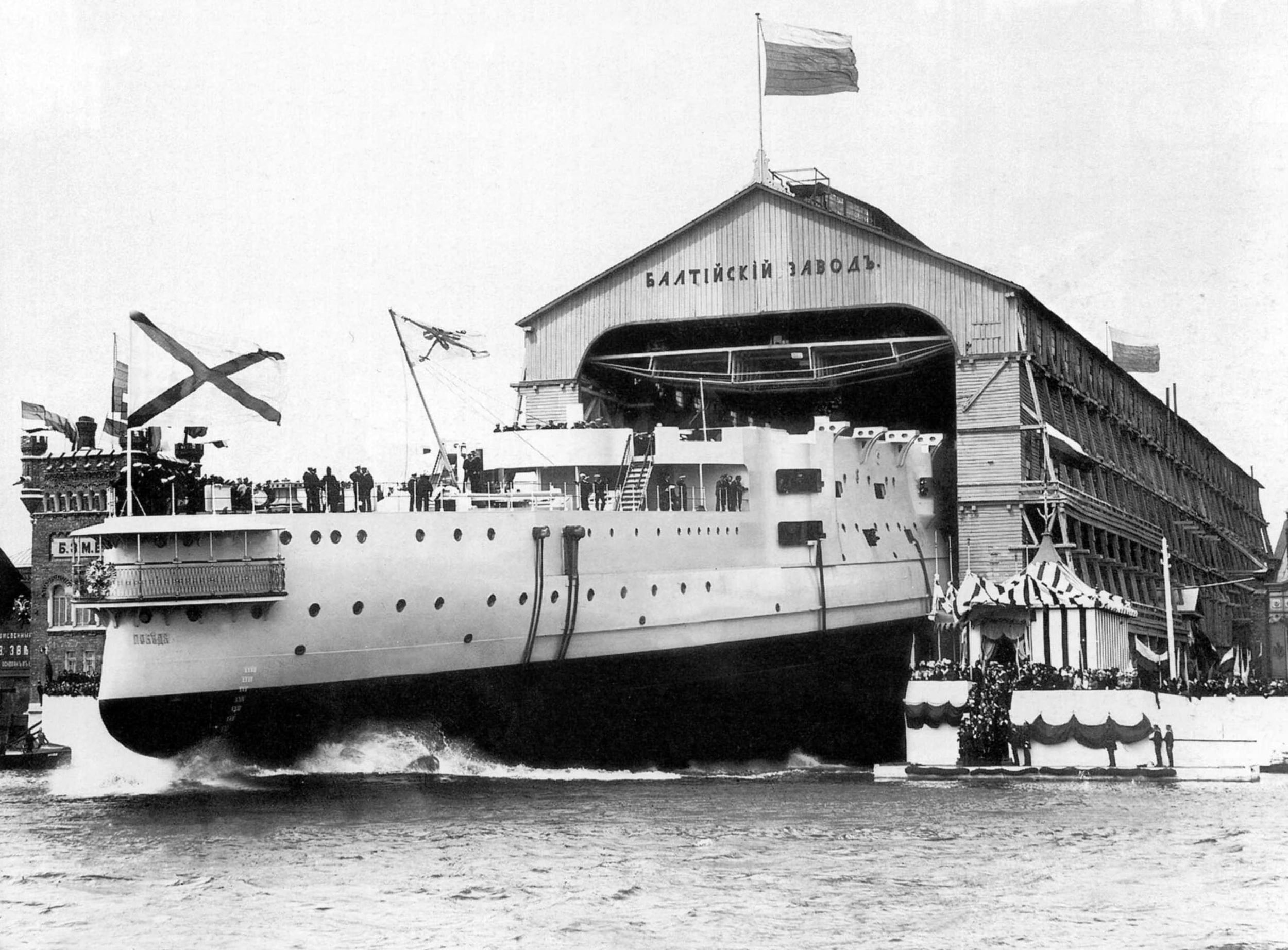
Lancement du Pobeda aux chantiers (mai 1900). On peut lire au-dessus du hangar le nom Балтійскій заводъ.

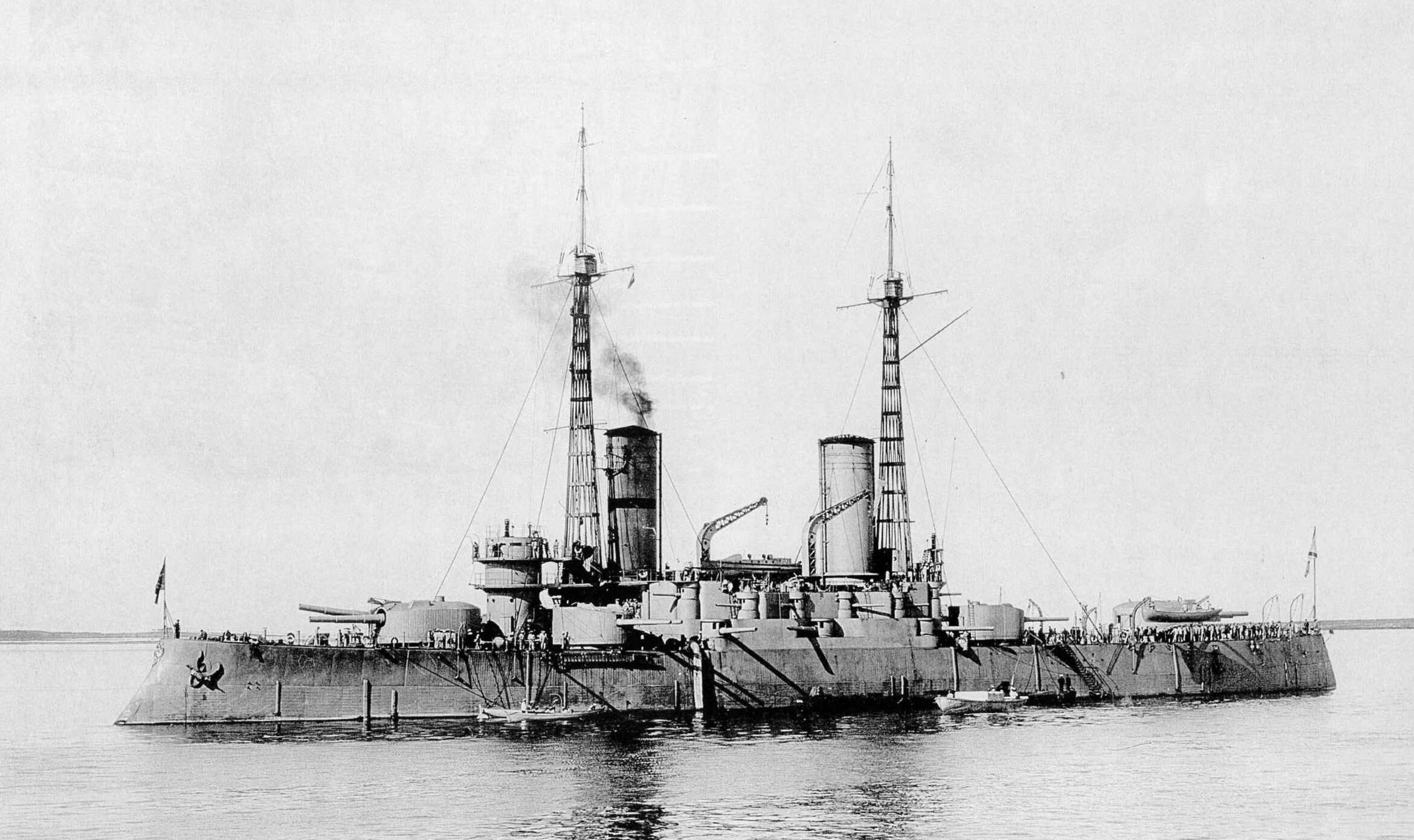
Le navire de combat Empereur Paul Ier, sorti des chantiers de la Baltique (1912).

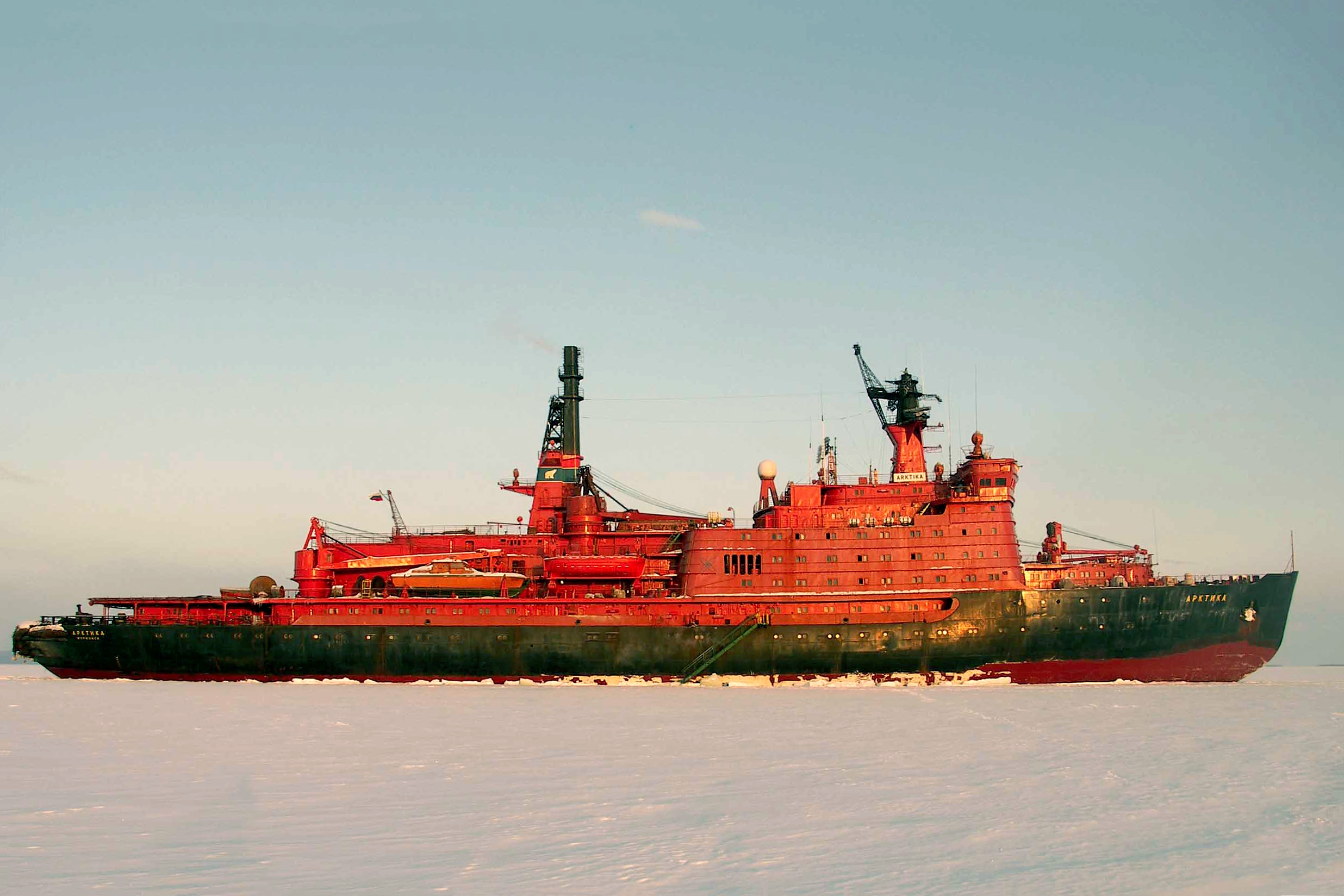
Le brise-glace à propulsion nucléaire russe Arktika (1975).

Les chantiers navals de la Baltique sont parmi les plus vieux chantiers navals de la Russie. Ils se situent à Saint-Pétersbourg sur l'île Vassilievski.
Ils sont spécialisés dans la construction de navires militaires ainsi que des brise-glaces à propulsion nucléaire.

## La fondation par Carr et MacPherson (1856–1874)
MacPherson était en 1853 employé comme ingénieur à la construction du yacht du tsar, la Nevka ; parallèlement, il dirigeait un atelier à Saint-Pétersbourg. Soucieux de promouvoir son entreprise, il proposa en 1856 au négociant russe Carr de créer une fonderie et un chantier naval. Les deux entrepreneurs établirent leur chantier dans la moitié sud de l'île Vassilievski, à Saint-Pétersbourg. De 1872 à sa mort, en 1879, MacPherson fut à la fois le directeur et l'ingénieur en chef de cette société.
C'est sous l'égide de Carr et MacPherson que furent construits le premier navire blindé russe, à savoir la canonnière Opyt (1861), ainsi que le premier sous-marin russe (1866). Par la suite, l'entreprise reçut plusieurs commande de navires de la Marine impériale russe et se partageait la fabrication de canons de marine avec les arsenaux de l'Amirauté. C'est ainsi que Carr and MacPherson fabriqua deux canonnières de classe Ouragan (dont le Latnik) et la frégate cuirassée Amiral Lazarev. Outre des navires de guerre, les chantiers fournissaient aussi la flotte russe en turbines à vapeur et pièces d'artillerie. En 1874, l'entreprise connut de graves difficultés financières et fut revendue au prince Ortomski.

## Les chantiers de la Baltique après la révolution de 1917
Après la révolution d'Octobre, les soviets confisquèrent l'appareil industriel et les chantiers devinrent l'« atelier 189. » Puis le 7 novembre 1922, ils prirent le nom du communiste français André Marty.
Au début de la nouvelle politique économique instaurée en 1921, les chantiers firent face à une baisse de la capacité de production ; pourtant les employés, au nombre de 245, décidèrent le 5 juin 1923 de conserver les installations, qui reprirent l'appellation de  Chantiers de la Baltique. Ils produisaient en 1924 des motrices diesel class shch-el-1.
De 1975 à 2007, ces chantiers construiront entre autres neuf brise-glaces à propulsion nucléaire.